# Johan Nicolai Tetens
Johan Nicolai Tetens, född den 5 november 1738, död den 15 augusti 1807, var en tysk filosof och dansk ämbetsman. Tetens forskning i det mänskliga själslivet var av stor betydelse för utvecklingen av ämnet psykologi.  
Tetens var professor i filosofi i Kiel 1776–1789 och blev 1791 "finansdeputerad" i Köpenhamn. Hans viktigaste arbete, Philosophische Versuche über die menschliche Natur und ihre Entwicklung (1776–1777), utmärks av skarpsinne och noggranna iakttagelser, och man finner däri för första gången de psykologiska fenomenens tredelning i förstånd, känsla och vilja. Tetens skrev också några matematiska avhandlingar samt den första tyska läroboken i beräkning av livräntor (1785–1786).